# ادریس یکم، پادشاه مراکش
اِدریس اوّل (نام کامل:ادریس بن عبدالله ابن حسن مثنی ابن حسن ابن علی بن ابی طالب) (۱۲۷–۱۷۷ قمری)، مؤسس سلسلهٔ ادریسیان در مراکش و بخشی از الجزایر است.

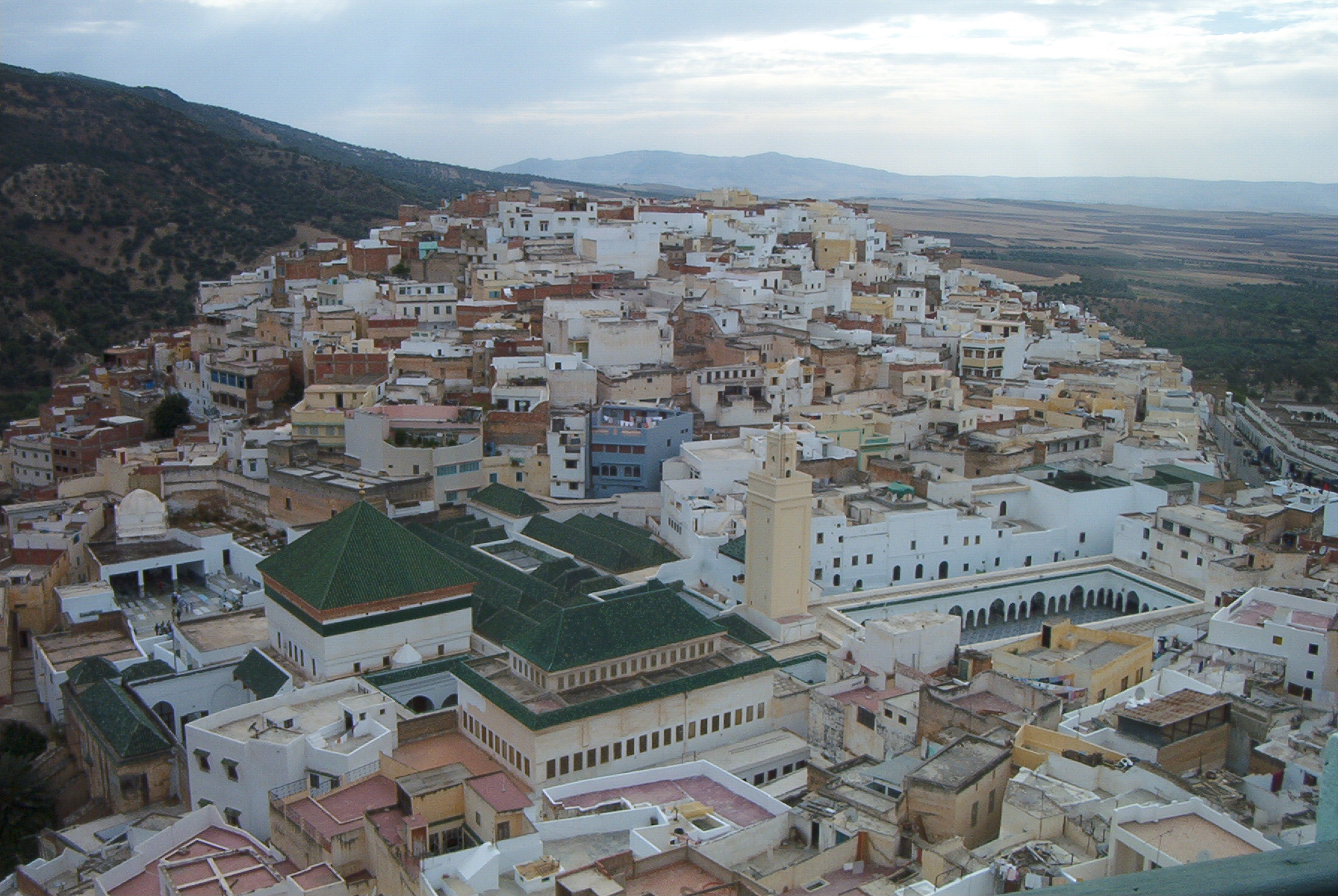
مقبره منتسب به ادریس اول که به مولای ادریس معروف است. (سقف سبز پایین سمت چپ تصویر)

گمان می‌رود که ادریس اول بنای شهر فاس را آغاز کرده‌است. این شهر، مهاجران اسپانیایی مسلمان و افریقیه را جذب کرد و شهری پرجمعیت گشت و پایتخت ادریسیان شد. دوره فرمانروایی ادریسیان از جهت گسترش فرهنگ اسلامی در میان قبایل تازه مسلمان شده بربر مهم است.
ادریس برادر محمد نفس زکیه است که پس از همکاری با حسین فخّی و شکست قیام فخ، به «مغرب دور» گریخت و در سال ۱۷۲ پس از دعوت و بیعت قبایل آن منطقه، دولت خود را تأسیس کرد. در مورد دعوت ادریس آورده‌اند که او در یک مرحله داعیِ برادرش محمد نفس زکیه و در مرحله بعد داعیِ حسین فخّی و در مرحله سوم داعیِ برادر دیگرش یحیی بود، و در نهایت وقتی خبرِ سرانجامِ کارِ یحیی به او رسید، دعوت به خود کرد و برای تأسیس دولت به «طنجه» رفت و پایه‌گذار اولین دولت مراکش شد. ادریس پس از چند سال حکومت در سال ۱۷۷ با دسیسه خلیفه در عباسیان هارون الرشید مسموم شد و کشته شد. پس از او، فرزندش ادریس بن ادریس (متولد ۱۷۵–۲۱۴ قمری) و سپس محمد بن ادریس بن ادریس و از آن پس دیگر نوادگان ادریس یکی پس از دیگری در مغرب حکومت کردند؛ ادریسیان تا سال ۳۷۵ قمری حکومت داشتند.